# Islandia na Mistrzostwach Świata w Lekkoatletyce 2009
Islandia na Mistrzostwach Świata w Lekkoatletyce 2009 – reprezentacja Islandii podczas czempionatu w Berlinie liczyła 2 członków.

## Występy reprezentantów Islandii

### Mężczyźni
- Rzut młotem
  - Bergur Ingi Pétursson z wynikiem 68,62 zajął 31. miejsce w eliminacjach i nie awansował do finału

### Kobiety
- Rzut oszczepem
  - Ásdís Hjálmsdóttir z wynikiem 55,96 zajęła 23. miejsce w eliminacjach i nie awansowała do finału